# Ochodaeus nurestanicus
Ochodaeus nurestanicus är en skalbaggsart som beskrevs av Nikolajev 1995. Ochodaeus nurestanicus ingår i släktet Ochodaeus och familjen Ochodaeidae. Inga underarter finns listade i Catalogue of Life.